# Avanti Femina Lebbeke
Avanti Femina Lebbeke was een Belgische dameshandbalclub uit Lebbeke. Ze werden vijfmaal landskampioen.

## Geschiedenis
In 1969 werd bij handbalclub Avanti Lebbeke een damesploeg opgericht. In het seizoen 1970-71 waren ze erbij als de eerste officiële nationale damescompetitie gestart werd. Het seizoen daarna eindigden ze al tweede na Uilenspiegel Wilrijk en wonnen ze de eerste Beker van België. Ook in 1973 wonnen ze de beker door in de finale Aalst Sportief te kloppen. In 1973 besloten ze een zelfstandig club op te richten met als naam Avanti Femina Lebbeke. In het eerste seizoen werden ze direct voor de eerste keer landskampioen.

## Palmares
- Landskampioen

winnaar (5x): 1974, 1976, 1977, 1983 en 1984
- Beker van België

winnaar (2x): 1972, 1973